# Kemalizmus
A kemalizmus (törökül: Kemalizm, Atatürkçülük, Atatürkçü Düşünce), más néven a „hat nyíl” (Altı Ok) hat vezérelv, mely meghatározza a Török Köztársaság ideológiai irányvonalát. Elnevezését Mustafa Kemal Atatürkről, a köztársaság alapítójáról kapta. 1931-ben a Köztársasági Néppárt programjában szerepelt először hivatalosan, majd 1937-ben belefoglalták az alkotmányba is. A hat irányelv a republikanizmus, a szekularizmus, a nacionalizmus, a popularizmus, a forradalmiság (reformizmus) és az etatizmus.

## A hat nyíl

### Republikanizmus
Az Oszmán Birodalom szultanátusával szemben a köztársasági rendszer bevezetése

### Popularizmus
A nemzeti érzelmek megerősítése, a „nép érdeke előbbre való bármely osztály-vagy csoportérdeknél”, az osztályok létezésének tagadása, minden olyan politikai irányzat (például kommunizmus) szigorú tiltása, mely osztályokra alapoz.

### Szekularizmus
Az állam és a vallás kettéválasztása, a vallás teljes kiirtása a közéletből és az oktatásból; az emberek gondolkodásának felszabadítása a vallásos nézetek befolyása alól.

### Nacionalizmus
A nacionalizmus fogalma a kemalizmusban a török állampolgárok összetartását, nemzeti érzelmeinek előtérbe helyezését, a nemzeti büszkeséget jelenti, mely azonban nem rasszista vagy arrogáns, és nem irányul más nemzetek, népek ellen.

### Forradalmiság
A reformprogramban előírt változtatások megvalósítása az állam irányításával; a folyamatos modernizáció szükségességének hirdetése.

### Etatizmus
A török állam határozott, központi szerepet tölt be a gazdaság és a technológiai fejlesztés irányításában.

## Kritika
A kemalista irányelveket több kritika is érte. Bár a kemalista nacionalizmus nem rasszista, a török iskolákban minden gyereknek, például a kurdoknak is, kívülről kell tudnia idézni Atatürk olyan mondásait, mint „Ne mutlu Türküm diyene” (Boldog, aki töröknek mondhatja magát). A török hadsereg nyilatkozata szerint pedig az, aki ellenszegül a Ne mutlu Türküm diyene elvnek, a „Török Köztársaság ellensége és örökre az marad”.
A szekularizmus irányelvének kritikája szerint a török állam nemcsak elválasztani szándékozik a vallást a jogalkotástól, de az emberek magánéletéből is igyekszik kiirtani azt. Ennek egy példájaként a muszlim fejkendőviselést tiltó törvényt lehet felhozni, mely szerint oktatási és állami intézményekben a nők nem viselhetnek muszlim fejkendőt. Az Emberi Jogok Európai Bizottsága ennek ellenére több perben is a török állam javára döntött, kimondva, hogy a fejkendőviselés tiltása nem sérti az emberi jogokat. A fejkendőtörvényt végül 2008-ban eltörölték.